# Christos M. Joachimides
Christos M. Joachimides (griechisch Χρηστός Ιωακειμίδης Christós Joakimidis, * 1932 in Athen; † 11. Dezember 2017 ebenda) war ein griechischer Kunsthistoriker. Er war überwiegend in Deutschland als Kurator und Ausstellungsmacher tätig.

## Leben
Joachimides floh vor der Auswirkungen des Griechischen Bürgerkriegs 1952 nach Deutschland. Er studierte an der Universität Stuttgart Philosophie und Literaturwissenschaften, ab 1953 in Heidelberg Kunstgeschichte und Kultursoziologie.
Seit 1958 lebte er in West-Berlin.
1957 organisierte er in Athen seine erste Ausstellung „Berlin Berlin – Junge Berliner Maler und Bildhauer“. Seinen Ruf als Ausstellungsmacher begründete er 1977 mit der Joseph-Beuys-Retrospektive „Richtkräfte“ in der Neuen Nationalgalerie in Berlin.
1981 organisierte er mit Norman Rosenthal und Nicholas Serota in der Royal Academy of Arts in London die Ausstellung „A new Spirit in Painting“. 1982 folgte die Ausstellung Zeitgeist im Martin-Gropius-Bau. 1985 wurde daraufhin die auf Ausstellungen im Martin-Gropius-Bau spezialisierte „Zeitgeist-Gesellschaft zur Förderung der Künste in Berlin“ begründet. Joachimides war deren Generalsekretär. In Berlin organisierte er ferner 1991 „Metropolis“, 1993 „Amerikanische Kunst des Zwanzigsten Jahrhunderts“ und 1997 „Die Epoche der Moderne. Kunst im 20. Jahrhundert“.
Mit „Outlook“, einer Ausstellung im Benaki-Museum anlässlich der Olympischen Spiele 2004, kehrte Joachimides 2003 nach Athen zurück. Seither pendelte er zwischen beiden Städten.
Joachimidis war Herausgeber zahlreicher Kunstbücher.
1996 wurde er mit einer außerakademischen Ehrenprofessur Berlins ausgezeichnet.

## Ausstellungen / Schriften
- mit Norman Rosenthal (Hrsg.): Die Epoche der Moderne – Kunst im 20. Jahrhundert. Ostfildern-Ruit, 1997, ISBN 3-7757-0672-0.
- (Hrsg.): Deutsche Kunst im 20. Jahrhundert. München 1995, ISBN 3-7913-1462-9.
- mit Norman Rosenthal (Hrsg.): American art in the 20th century. Munich 1994, ISBN 3-7913-1261-8.
- mit Norman Rosenthal (Hrsg.): Amerikanische Kunst im 20. Jahrhundert. München 1993, ISBN 3-7913-1240-5.
- mit Norman Rosenthal (Hrsg.): Metropolis. Stuttgart 1991, ISBN 3-89322-220-0.
- mit Werner Hofmann (Hrsg.): Georg Baselitz. Hamburg 1988.
- Der unverbrauchte Blick. Kunst unserer Zeit in Berliner Sicht. Berlin 1987, ISBN 3-926175-07-9.
- (Hrsg.): Deutsche Kunst im 20. Jahrhundert. München 1986, ISBN 3-7913-0728-2.
- (Hrsg.): Ursprung und Vision: neue deutsche Malerei. Berlin 1984, ISBN 3-88725-163-6.
- (Hrsg.): Zeitgeist. Berlin 1982, ISBN 3-88725-086-9.
- Die Zwanziger Jahre heute: Aktualität, Anknüpfung, Auswirkung. Berlin 1977.
- Joseph Beuys, Richtkräfte. Berlin 1977.
- My house. Berlin 1976.
- Takis’ musikalische Räume. Hannover 1974.
- mit Helmut R. Leppien (Hrsg.): Kunst im politischen Kampf: Aufforderung, Anspruch, Wirklichkeit. Hannover 1973.